# Tour de Francia 1931
El 25.º Tour de Francia fue la vigésimo quinta edición de la competencia. Se disputó entre el 30 de junio y el 26 de julio de 1931 con un recorrido de 5095 km. dividido en 24 etapas.
Participaron 81 ciclistas de los que sólo llegaron a París 35 ciclistas.
El vencedor cubrió la prueba a una velocidad media de 28,73 km/h.
La carrera fue ganada por el ciclista francés Antonin Magne. Los sprinters Charles Pélissier y Rafaele di Paco ganaron cinco etapas cada uno.[1]
Los ciclistas estaban separados en equipos nacionales y touriste-routiers, que estaban agrupados en equipos regionales. En algunas etapas (2, 3, 4, 6, 7 and 12), los equipos nacionales empezaron 10 minutos antes que los touriste-routiers.[2]
Uno de estos touriste-routiers fue Max Bulla. En la segunda etapa, cuando los touriste-routiers empezaron 10 minutos después de los equipos nacionales, Bulla sobrepasó a los equipos nacionales, ganó la etapa y tomó el liderato; es la única vez en la historia que un touriste-routier ha liderado el Tour de Francia.[3]

## Cambios desde el anterior Tour
En 1931, los touriste-routiers iniciaron 10 minutos después de los equipos nacionales en algunas etapas (2, 3, 4, 6, and 12).[2] El número de días de descanso en el Tour se redujo a tres.[1]
La bonificación de tiempo para el ganador, que había sido usada en el Tour de 1924, fue reintroducida en esta edición.[2]

## Equipos
Por segundo año, la carrera se corrió en el formato de equipos nacionales, con seis equipos diferentes. Bélgica, Italia, Alemania y Francia enviaron ocho ciclistas cada uno. Australia y Suiza enviaron un equipo combinado con cuatro ciclistas cada uno. Por último, el equipo español tenía solamente un ciclista. Adicional, 40 ciclistas se unieron como touriste-routiers.[2]
El equipo francés era el favorito, pues había dominado el Tour de 1930. Se esperaba que Bélgica fuese el más competitivo, seguido por el equipo italiano. [3]

## Resumen general de la carrera

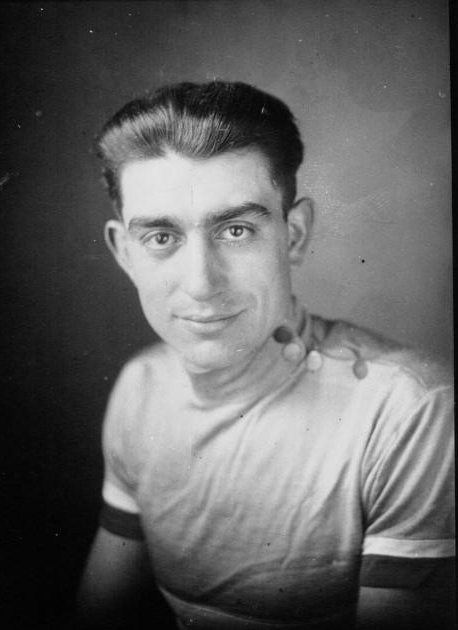
Antonin Magne, ganador del Tour de Francia 1931.

Los sprinters dominaron las primeras etapas planas.[1] En la segunda etapa, el austriaco Max Bulla ganó la etapa. Era un touriste-routier, y había empezado diez minutos después de los ciclistas profesionales. Se convirtió en el primer y único touriste-routier en liderar el Tour de Francia, y hasta 2011 fue el único Austriaco en liderar la carrera. Max Bulla fue el único de su país en ganar una etapa del Tour hasta 2005, cuando Georg Totschnig ganó la etapa 14.
Luego de la quinta etapa, Charles Pélissier y Rafaele di Paco compartían el liderato, debido a las bonificaciones de tiempo. Después de la etapa 7, la carrera estaba bastante abierta: los primeros 30 de la general estaban a diez minutos de distancia entre ellos. 
El campeón defensor, André Leducq, no estaba en buena forma. Su coequipero Antonin Magne tomó el liderato del equipo francés. En la primera etapa de montaña, el belga Jef Demuysere estaba escapado, con Antonin Magne tratando de alcanzarlo.  Luego de un tiempo, Demuysere perdió fuerzas, y Magne lo rebasó. Magne no había visto a Demuysere, y siguió pensado que lo estaba persiguiendo. Se mantuvo rodando tan rápido como pudo, y terminó cuatro minutos por delante de Antonio Pesenti. En la siguiente etapa, un gran grupo terminó adelante, con Magne liderando la carrera y Pesenti aún como su competidor más cercano.
Para la decimocuarta etapa, Pesenti atacó junto a dos compañeros de filas. El equipo francés fue a su alcance, pero no tuvo éxito. Al final, Magne los persiguió por sí solo, pero no pudo llegar hasta ellos. Al final, Magne cedió cinco minutos en su liderato. En la etapa quince los italianos lo intentaron de nuevo, pero fueron detenidos en su intento por Charles Pélissier. Entonces Jef Demuysere se escapó y ganó con dos minutos de ventaja sobre Magne.
Ante de la penúltima etapa, Magne seguía liderando la carrera, seguido de cerca por Pesenti. Magne no estaba seguro de si ganaría el Tour, porque la etapa era en pavé; en lo que los belgas eran considerados expertos. La noche antes de la etapa, Magne no podía dormir, y su compañero de habitación Leducq le sugirió que leyera el correo enviado por sus fanes. Magne consideraba de mala suerte leer el correo de sus fanes antes de la carrera; pero una carta muy grande le causó curiosidad. Magne la abrió, y leyó una carta de un fan que decía que el ciclista belga Gaston Rebry (que ganó la Paris–Roubaix sobre empedrado ese mismo año) le había escrito a su madre que planeaba atacar en la penúltima etapa, junto con Jef Demuysere. Leducq pensó que la carta era una broma, pero Magne no tomó riesgos y le dijo a sus coequiperos que estuvieran cerca de Rebry y Demuysere. Luego de 60 km, Rebry y Demuysere salieron, y Magne los siguió. Los belgas tomaron turnos para atacar a Magne, pero no pudieron alejarse de él. Terminaron a más de 17 minutos por delante de Pesenti, lo que aseguró la victoria para Magne y permitió que Demuysere desbancara a Pesenti por el segundo puesto.

## Resultados
En las etapas 2, 3, 4, 6, 7 y 12, los equipos nacionales iniciaron 10 minutos antes que los touriste-routiers ;  en todas las demás etapas todos iniciaron juntos. El ciclista que alcanzó la meta en el menor tiempo fue el ganador de la etapa. Se registró el tiempo requerido por cada ciclista para llegar a la meta. En la clasificación general se sumaron todos los tiempos. Si un ciclista tenía una bonificación de tiempo, se le sustraía del total, y todas las penalizaciones se sumaban. El ciclista con el menor tiempo acumulado era el líder de carrera, identificado por la camiseta amarilla. 
La clasificación de equipos se calculó sumando los tiempos en la clasificación general de los tres mejores ciclistas de cada equipo, y el equipo con el menor tiempo acumulado era el ganador.

## Etapas
| Etapa | Fecha     | Recorrido                             | Distancia (km) | Ganador           | Líder             |
| ----- | --------- | ------------------------------------- | -------------- | ----------------- | ----------------- |
| 1.ª   | 30 de jun | París-Caen                            | 208            | Alfred Hamerlinck | Alfred Hamerlinck |
| 2.ª   | 1 de jul  | Caen-Dinan                            | 212            | Max Bulla         | Max Bulla         |
| 3.ª   | 2 de jul  | Dinan-Brest                           | 206            | Fabio Battesini   | Léon Le Calvez    |
| 4.ª   | 3 de jul  | Brest-Vannes                          | 211            | André Godinat     | Raffaele Di Paco  |
| 5.ª   | 4 de jul  | Vannes-Les Sables d'Olonne            | 202            | Charles Pélissier | Charles Pélissier |
| 6.ª   | 5 de jul  | Les Sables d'Olonne-Burdeos           | 338            | Alfred Hamerlinck | Raffaele Di Paco  |
| 7.ª   | 6 de jul  | Burdeos-Bayona                        | 180            | Gérard Loncke     | Raffaele Di Paco  |
| 8.ª   | 7 de jul  | Bayona-Pau                            | 106            | Charles Pélissier | Charles Pélissier |
| 9.ª   | 8 de jul  | Pau-Luchon                            | 231            | Antonin Magne     | Antonin Magne     |
| 10.ª  | 10 de jul | Luchon-Perpiñán                       | 322            | Raffaele Di Paco  | Antonin Magne     |
| 11.ª  | 12 de jul | Perpiñán-Montpellier                  | 164            | Raffaele Di Paco  | Antonin Magne     |
| 12.ª  | 13 de jul | Montpellier-Marsella                  | 207            | Max Bulla         | Antonin Magne     |
| 13.ª  | 14 de jul | Marsella-Cannes                       | 181            | Charles Pélissier | Antonin Magne     |
| 14.ª  | 15 de jul | Cannes-Niza                           | 132            | Eugenio Gestri    | Antonin Magne     |
| 15.ª  | 17 de jul | Niza-Gap                              | 233            | Jef Demuysere     | Antonin Magne     |
| 16.ª  | 18 de jul | Gap-Grenoble                          | 102            | Charles Pélissier | Antonin Magne     |
| 17.ª  | 19 de jul | Grenoble-Aix-les-Bains                | 230            | Max Bulla         | Antonin Magne     |
| 18.ª  | 20 de jul | Aix-les-Bains-Évian-les-Bains         | 204            | Jef Demuysere     | Antonin Magne     |
| 19.ª  | 21 de jul | Évian-les-Bains-Belfort               | 282            | Rafaële Di Paco   | Antonin Magne     |
| 20.ª  | 22 de jul | Belfort-Colmar                        | 209            | André Leducq      | Antonin Magne     |
| 21.ª  | 23 de jul | Colmar-Metz                           | 192            | Raffaele Di Paco  | Antonin Magne     |
| 22.ª  | 24 de jul | Metz-Charleville-Mézières             | 159            | Raffaele Di Paco  | Antonin Magne     |
| 23.ª  | 25 de jul | Charleville-Mézières - Malo-les-Bains | 271            | Gaston Rebry      | Antonin Magne     |
| 24.ª  | 26 de jul | Malo-les-Bains - París                | 313            | Charles Pélissier | Antonin Magne     |

## Clasificación general
| Clasificación general |                  |                   |                   |
| Ciclista              | Ciclista         | Equipo            | Tiempo            |
| --------------------- | ---------------- | ----------------- | ----------------- |
| 1.º                   | Antonin Magne    | Francia           | 177 h 10 min 03 s |
| 2.º                   | Jef Demuysere    | Bélgica           | + 12 min 56 s     |
| 3.º                   | Antonio Pesenti  | Italia            | + 22 min 51 s     |
| 4.º                   | Gaston Rebry     | Bélgica           | + 46 min 40 s     |
| 5.º                   | Maurice De Waele | Bélgica           | + 49 min 46 s     |
| 6.º                   | Julien Vervaecke | Bélgica           | + 1 h 10 min 11 s |
| 7.º                   | Louis Peglion    | Francia           | + 1 h 18 min 33 s |
| 8.º                   | Erich Metze      | Alemania          | + 1 h 20 min 59 s |
| 9.º                   | Albert Büchi     | Australia / Suiza | + 1 h 29 min 29 s |
| 10.º                  | André Leducq     | Francia           | + 1 h 30 min 08 s |

### Clasificación por equipos
| Clasificación por equipos |                 |                   |
| Equipo                    | Equipo          | Tiempo            |
| ------------------------- | --------------- | ----------------- |
| 1.º                       | Bélgica         | 533 h 19 min 31 s |
| 2.º                       | Francia         | + 57 min 19 s     |
| 3.º                       | Alemania        | + 3 h 11 min 38 s |
| 4.º                       | Austria / Suiza | + 3 h 53 min 54 s |
| 5.º                       | Italia          | + 4 h 00 min 06 s |

### Otras clasificaciones
El diario organizador de la carrera, L'Auto nombró un meilleur grimpeur (mejor escalador). Este título no oficial es el predecesor de la clasificación de la montaña. El premio fue ganado por Jef Demuysere.